# Arne Höyer
Arne Höyer, né le 9 novembre 1928 à Struer et mort le 2 avril 2010, est un kayakiste danois.

## Carrière
Arne Höyer participe aux Jeux olympiques de 1960 à Rome et remporte la médaille de bronze avec le relais 4x500 mètres kayak en compagnie de Helmuth Sörensen, Erik Hansen et Erling Jessen.